# Propriedade química
Uma propriedade química é uma propriedade qualificada das substâncias, ou seja, varia de substância para substância, seja ela simples (elemento) ou não (composto). Seria por assim dizer uma propriedade acidental e não essencial.
Dentro dessa compreensão, as propriedades puramente químicas seriam ligadas à substância, e ligados à aspectos particulares, ao passo que as propriedades físicas seriam, por assim dizer, ligadas aos corpos, ou seja, à extensões bem definidas de matéria, e relacionadas à aspectos gerais, abrangentes.
Limitando-se a essa interpretação, teríamos a massa, o volume, a carga elétrica (propriedades extensivas), a densidade e a constante dielétrica (propriedades intensivas) como propriedades físicas. Já as propriedades químicas seriam a eletronegatividade, eletropositividade, raio atômico, raio iônico, raio covalente e eletroafinidade.
Contudo, uma classificação melhor seria; propriedades gerais da matéria e propriedades específicas da matéria. Ainda outra divisão seria a de propriedades intensivas e propriedades extensivas. Também poderia se caracterizar as propriedades como qualitativas ou como quantitativas.
Didaticamente, as propriedades físicas remetem ao, por exemplo, ponto de fusão ou ebulição de uma substância, assim como outros determinantes que alterariam sua maneira de reagir sob a ação da temperatura, pressão, etc, já as propriedades químicas são relativas à sua função, são muito importantes na produção de medicamentos, já que existem isômeros que podem alterar as propriedades químicas de um determinado medicamente e causar um efeito indesejável.
Propriedades químicas podem ser usadas para a construção de classificações químicas.
- Reatividade contra outras substâncias químicas
- Calor de combustão
- Entalpia de formação
- Instabilidade em um determinado ambiente
- Inflamabilidade
- Estados de oxidação(s) preferidos
- Número de coordenação
- Capacidade de se submeter a um determinado conjunto de transformações, por exemplo, a dissociação molecular combinação química, reações redox, em determinadas condições físicas, na presença de outra substância química
- Tipos preferidos de títulos para formar, por exemplo metálica, iônica, covalente